# 120 дней Содома
«120 дней Содома, или Школа разврата» (фр. Les 120 journées de Sodome ou l'école du libertinage) — незавершённый роман французского писателя Маркиза де Сада 1785 года. Сюжет описывает историю четырёх состоятельных развратников, которые решили испытать наивысшее сексуальное наслаждение, доступное в оргиях. Чтобы сделать это, они спрятались на четыре месяца в уединённом замке в Сен-Мартен-де-Бельвиль, с гаремом из 36 человек, в основном состоящим из молодых мужчин и девочек-подростков. Там присутствовали четыре содержательницы борделей, которые рассказывали истории о своих похождениях. Эти рассказы возбуждают развратников, после чего они начинают насиловать и пытать своих жертв; пытки постепенно становятся всё более и более жестокими и заканчиваются убийством практически всех жертв.
Роман не печатался до начала XX века. В дальнейшем он был переведён на многие языки, включая русский, английский, японский и немецкий. Из-за подробного описания сексуального насилия и крайней жестокости он был запрещён правительствами некоторых государств.

## История

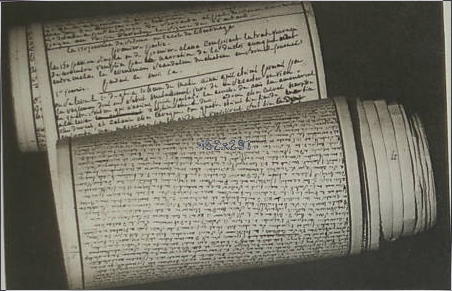
Факсимильная копия оригинальной рукописи, изданная в 1931 году

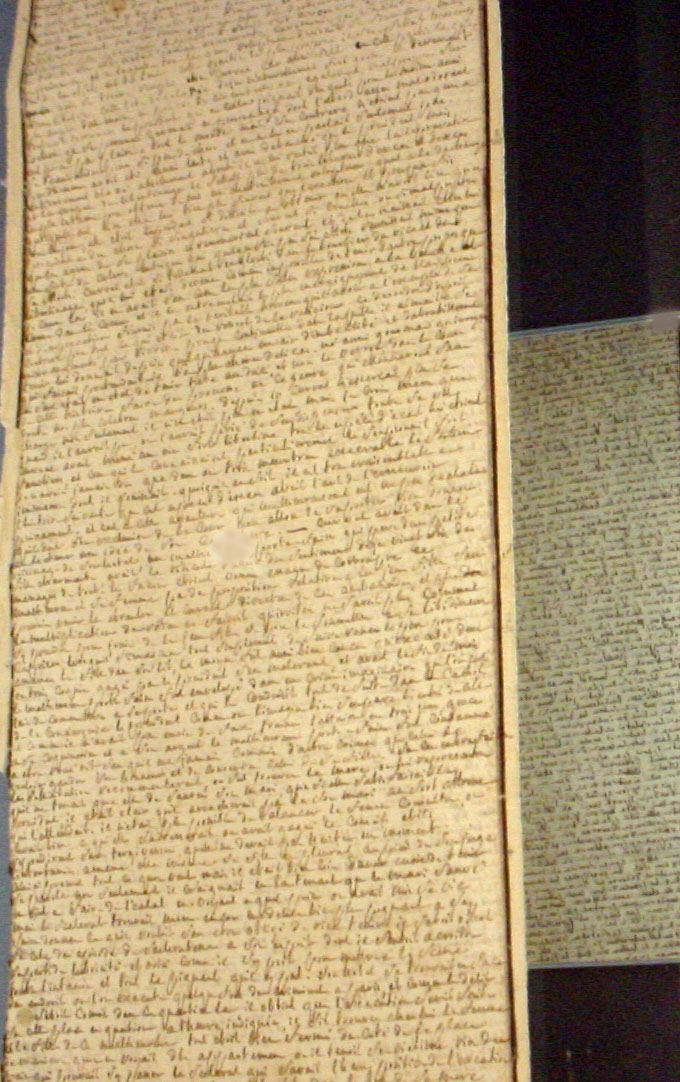
Фрагмент рукописи

Маркиз де Сад написал «120 дней Содома» за тридцать семь дней в 1785 году во время заключения в Бастилии. Опасаясь конфискации при обыске, он писал убористым почерком на двенадцатиметровом бумажном свитке. Роман не был окончен. Детально описана только первая часть, оставшиеся три части существуют в виде черновика, со сносками де Сада, сохранёнными и в большинстве переводов. Либо в самом начале, либо во время написания работы де Сад, судя по всему, решил, что не сможет завершить роман в полном объёме, и изложил оставшиеся три четверти романа в краткой форме, чтобы закончить его позже.
Маркиз де Сад всю оставшуюся жизнь считал, что «самая грязная из когда-либо рассказанных историй» была потеряна навсегда во время штурма Бастилии 14 июля 1789 года, в самый разгар Великой французской революции. Позже он вспоминал, что «плакал кровавыми слезами» над её утратой.
Однако почти сразу после взятия Бастилии рукопись была найдена в камере, где сидел де Сад. Она не привлекла внимания нашедших и была продана маркизу де Вильнёв-Тран. Рукопись «120 дней Содома» хранилась в семье её первого владельца на протяжении трёх поколений, пока не была продана берлинскому сексологу Ивану Блоху в конце XIX века. Роман впервые был опубликован Блохом (который использовал псевдоним «Евгений Дюрен») в 1904 году. Оригинал рукописи находится в парижском Музее писем и манускриптов. Рукопись была куплена Жераром Леритьером (Gerard Lheritier), президентом и основателем музея, у швейцарского коллекционера за 7 млн €.

## Сюжет
Сюжет «120 дней Содома» происходит в удалённом от остального мира средневековом за́мке, высоко в горах, в окружении лесов. Описываемые события происходят либо в конце правления Людовика XIV, либо в начале регентства Филиппа II Орлеанского.
Действие романа длится в течение пяти месяцев, с ноября по март. Четверо состоятельных развратников запираются в замке Шато-де-Силлинг вместе с жертвами и сообщниками (описание замка Шато-де-Силлинг соответствует собственному замку де Сада, Шато-де-Лакост). Так как они заявляют, что ощущения, производимые органами слуха, являются самыми эротичными, они намерены слушать различные развратные истории четырёх бывалых проституток, которые будут вдохновлять их на участие в различных «мероприятиях» с их жертвами.
Роман содержит в себе некоторую долю чёрного юмора, и де Сад кажется почти беззаботным в своём предисловии, обращаясь к читателю в качестве «друга читателя». В этом введении он сам себе противоречит, с одной стороны настаивая, что не следует быть в ужасе от 600 страстей, изложенных в этой истории, потому что у каждого есть свои вкусы, но с другой стороны собираясь изо всех сил, чтобы предупредить читателя о предстоящих ужасах, предполагая, что читатель должен иметь сомнения, сто́ит ли читать дальше. Соответственно он прославляет и в том же тексте чернит четырёх основных героев, попеременно объявляя их свободомыслящими героями и униженными злодеями.

## Персонажи
Четверо основных персонажей — очень богатые и безжалостные мужчины-распутники. Они авторитетны в своих профессиях. 
- Герцог Бланжи — пятьдесят лет, аристократ, который унаследовал своё богатство, отравив собственную мать, а затем — и сестру, когда та узнала о его свершившемся плане. Бланжи описывается как мужчина крепкого телосложения с высокой сексуальной потенцией. Является полным трусом и гордится этим.
- Епископ — брат Бланжи. Ему сорок пять, тощий и слабый человек «с противным ртом». Он увлечён анальным сексом и, даже когда занимается сексом с женщинами и девочками, отказывается иметь вагинальные сношения с ними.
- Председатель Кюрваль — шестьдесят лет, долговязый мужчина. Он является судьёй и раньше любил раздавать смертные приговоры обвиняемым, даже если он знал об их невиновности.
- Дюрсе — пятьдесят три года, банкир, описывается как малорослый, бледный и женственный.

### Сообщники
- Четыре проститутки - женщины среднего возраста, которые вдохновляют главных героев рассказами из своего прошлого.
- Восемь «жеребцов», или же проституток-мужчин, выбранных из-за величины пенисов.
- Четверо злых старух, которые должны присматривать за жертвами.

### Жертвы
- Дочери четырёх главных героев, которые испытали на себе сексуальное надругательство. Все они умирают, за исключением дочери Герцога Жюли, которую он пощадил.
- Восемь мальчиков и восемь девочек в возрасте от двенадцати до пятнадцати лет. Все были похищены и были выбраны из-за своей красоты. Они также все девственны, и четверо развратников лишают их девственности по ходу развития событий.
- Несколько поваров и служанок, которые впоследствии будут участвовать в «судебных разбирательствах».

## Подробности сюжета
Действие романа развивается по графику. Для каждого из первых четырёх месяцев, с ноября по февраль, проститутки по очереди рассказывают пять историй каждый день, связанные с фетишами их самых интересных клиентов, что составляет в сумме 150 историй для каждого месяца (по крайней мере теоретически, де Сад сделал несколько ошибок, так как он был, по-видимому, не в состоянии пересмотреть свою работу и продвижения в написании романа). Эти страсти разделены на четыре категории — простые, сложные, преступные и кровавые — возрастающие по сложности и дикости.
- Ноябрь: простые страсти (фр. Novembre: les passions simples) — единственные, которые были изложены подробно. Они повествуют только о «простых», с точки зрения развратников, страстях, не включающих в себя анального или вагинального проникновения. Анекдоты повествуют о мужчинах, которые любят мастурбировать на лица семилетних девочек и предаваться питью мочи и копрофагии. Четыре развратника — Бланжи, епископ, Кюрваль и Дюрсо — повторяют всё то, о чём они слышали, со своими дочерями и похищенными молодыми людьми.
- Декабрь: сложные страсти (фр. Décembre: les passions doubles) — эти анекдоты повествуют о более экстравагантных извращениях, например, о мужчинах, вагинально насилующих девочек, предающихся инцесту и флагелляции. Девочки лишаются девственности вагинально во время вечерних оргий.
- Январь: преступные страсти (фр. Janvier: les passions criminelles) — рассказы включают в себя повествования о людях, которые калечили женщин, отрывая им пальцы или прижигая их раскалёнными кочергами. В течение месяца четыре развратника занимаются анальным сексом с пятнадцатилетними мальчиками и девочками, которых, наряду с другими жертвами, насилуют со временем всё более жестоко, с регулярным избиениям и порками.
- Февраль: кровавые страсти (фр. Février: les passions meurtrières) — последние 150 историй. Они включают в себя рассказы об извращенцах, которые срывали с детей заживо кожу, потрошили беременных женщин, сжигали заживо целые семьи и убивали новорождённых в присутствии матерей. Извращенцы жестоко убивают трёх из четырёх дочерей, а также убивают четырёх девочек и двух мальчиков. Убийство одной из девушек, 15-летней Огюстин, описывается очень подробно, с пытками. С неё срывают кожу, её влагалище уродуют и её кишечник вытаскивают из разрезанного живота и сжигают.
- Март — это самый короткий из сегментов в романе. Де Сад перечисляет дни, оставшихся в живых детей, не даёт никаких подробностей. Вместо этого он оставляет сноску, где говорит о своём намерении детализировано написать обо всём в следующей редакции.

В конце романа де Сад составляет список персонажей, которые были убиты и когда, а также тех, кто выжил.

## Экранизации
- «Золотой век» (фр. L'âge d’or, 1930 год). Последний эпизод фильма является парафразом на «120 дней Содома»[6].
- «Сало, или 120 дней Содома» (итал. Salò o le 120 giornate di Sodoma, 1975 год) — фильм Пьера Паоло Пазолини, вольная экранизация романа. Действие перенесено в фашистскую республику Сало, 1944 год.